# Baltimore Ravens
Baltimore Ravens – zawodowy zespół futbolu amerykańskiego z siedzibą w Baltimore, w stanie Maryland. Ravens znani są w lidze dzięki swojej twardej i utalentowanej defensywie, której dwoma filarami są linebacker Ray Lewis i safety Ed Reed. Ich podstawowym rozgrywającym jest Lamar Jackson, a trenerem John Harbaugh.

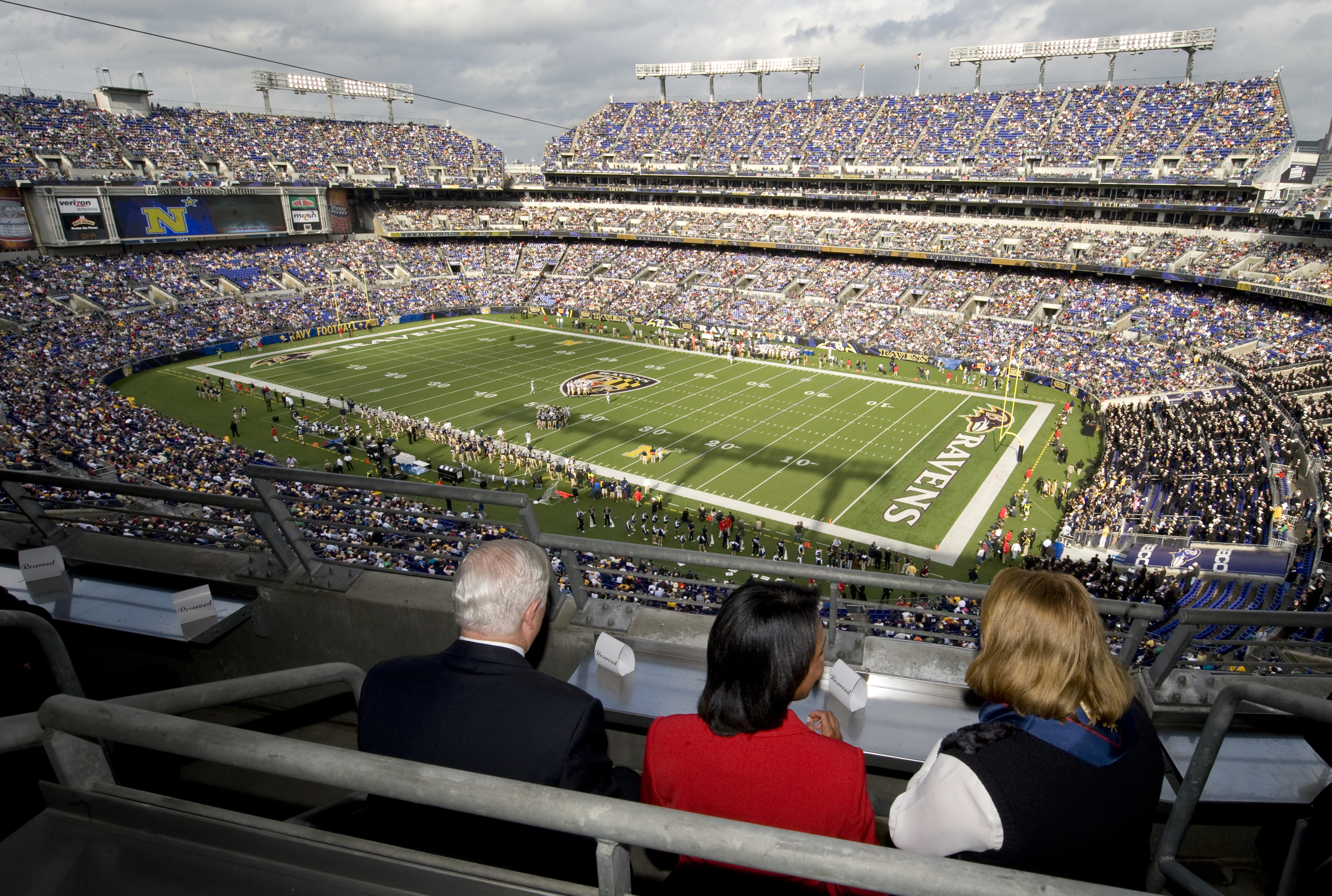
Stadion drużyny

Ravens zdobyli w sezonie 2001 mistrzostwo ligi, Super Bowl XXXV, zwyciężając w finale drużynę New York Giants. Drużyna występująca w tym meczu została wybrana drugim najlepszym zespołem w historii ligi NFL, od wprowadzenia Super Bowl. Ponowne mistrzostwo zdobyli w 2013, Super Bowl XLVII, pokonując w Nowym Orleanie drużynę San Francisco 49ers wynikiem 34-31. MVP spotkania został Joe Flacco.